# Spółgłoska zwarta podniebienna bezdźwięczna
Spółgłoska zwarta podniebienna bezdźwięczna – rodzaj dźwięku spółgłoskowego występujący w językach naturalnych, oznaczany w międzynarodowej transkrypcji fonetycznej IPA symbolem [c].

## Artykulacja

### Opis
W czasie artykulacji tej spółgłoski:
- modulowany jest strumień powietrza wydychany z płuc, czyli jest to spółgłoska płucna egresywna
- tylna część podniebienia miękkiego zamyka dostęp do jamy nosowej, jest to spółgłoska ustna
- prąd powietrza w jamie ustnej uchodzi wzdłuż środkowej linii języka – spółgłoska środkowa
- środkowa część języka dotyka podniebienia twardego – jest to spółgłoska podniebienna
- Dochodzi do całkowitego zablokowania przepływu powietrza przez jamę ustną i nosową, a następnie do przerwania utworzonej blokady i wybuchu (plozji) – jest to spółgłoska zwarta.
- wiązadła głosowe nie drgają, spółgłoska ta jest bezdźwięczna

### Warianty
Opisanej powyżej artykulacji może towarzyszyć dodatkowo:
- przewężenie w gardle, mowa wtedy o spółgłosce faryngalizowanej spółgłosce: [cˤ]
- zaokrąglenie warg, mowa wtedy o labializowanej spółgłosce [cʷ]

Spółgłoska może być wymówiona:
- z rozwarciem bez plozji, mowa wtedy o spółgłosce bez plozji: [c̚].
- z silnym przydechem (aspiracją), mowa wtedy o spółgłosce przydechowej (aspirowanej): [cʰ]

## Przykłady
- w języku albańskim: kuq [kuc] „czerwony”
- w języku dinka:  car [car] „czarny”
- w języku nowogreckim: κέδρος [ˈce̞ðro̞s̠] „cedr”
- w języku łotewskim: ķirbis ['cirbis] „dynia”
- w języku macedońskim: вреќа [vrɛca] „torba”
- w języku szkockim: ceann [cʰɛunˠ] „głowa”
- w języku wietnamskim: chị [cɪjʔ˥˩] „starsza siostra”

W polskich transkrypcjach miękki odpowiednik spółgłoski /k/ jest często oznaczany, dla łatwiejszego odróżnienia, symbolem ⟨c⟩, jednak nie jest on podniebienny, a prewelarny, dlatego w wąskiej transkrypcji dokładniejszym zapisem jest ⟨k̟⟩ lub ⟨kʲ⟩. Podobna konwencja stosowana jest w przypadku jej odpowiedników, dźwięcznego oraz szczelinowego, zapisywanych jako ⟨ɟ⟩ i ⟨ç⟩.